# Raymond Aubrac
Raymond Aubrac, wł. Raymond Samuel (ur. 31 lipca 1914 w Lyonie, zm. 10 kwietnia 2012 w Paryżu) – jeden z przywódców francuskiego ruchu oporu w okresie II wojny światowej.
Był współtwórcą Liberation Sud, jednego z pierwszych ruchów oporu powstałego po upadku Francji. W czasie wojny rodzice Aubrac zginęli w obozie Auschwitz-Birkenau. Wielki Oficer Legii Honorowej, odznaczony Krzyżem Wojennym 1939-45, Medalem Ruchu Oporu z Rozetą